# Croada Albigesa
La Croada Albigesa (occità: Crosada dels albigeses; francès: Croisade des albigeois), duta a terme entre el 1209 i el 1229, fou una campanya militar i ideològica convocada pel papa Innocenci III per arrancar de soca-rel el catarisme del Llenguadoc. L'expedició, dirigida pel Regne de França, tenia forts tints polítics. El seu resultat fou una davallada del nombre de càtars practicants, la subjugació del Comtat de Tolosa a la corona francesa i la pèrdua de vitalitat de la cultura regional llenguadociana.
El catarisme tenia el seu origen en un corrent reformador antimaterialista que sorgí en el si de les esglésies bogomils dels Balcans. Exhortava els creients a «tornar» als ideals cristians de perfecció, pobresa i predicació i renegar del món físic, en oposició a l'estil de vida del clergat catòlic, sovint percebut com a escandalós i disbauxat.
Les causes de la croada foren complexes, però el detonant final fou l'assassinat del legat papal Pere de Castellnou a Sant Geli, motiu que prengué el Papa per declarar l'inici per primera vegada d'una croada en contra d'altres cristians en terres catòliques. Una de les principals conseqüències polítiques fou l'eixamplament del domini dels Capets sobre el que actualment és França, eliminant el domini dels nobles occitans, i frenant l'expansió política dels catalans vers el Llenguadoc.

## L'arrelament del catarisme a Occitània

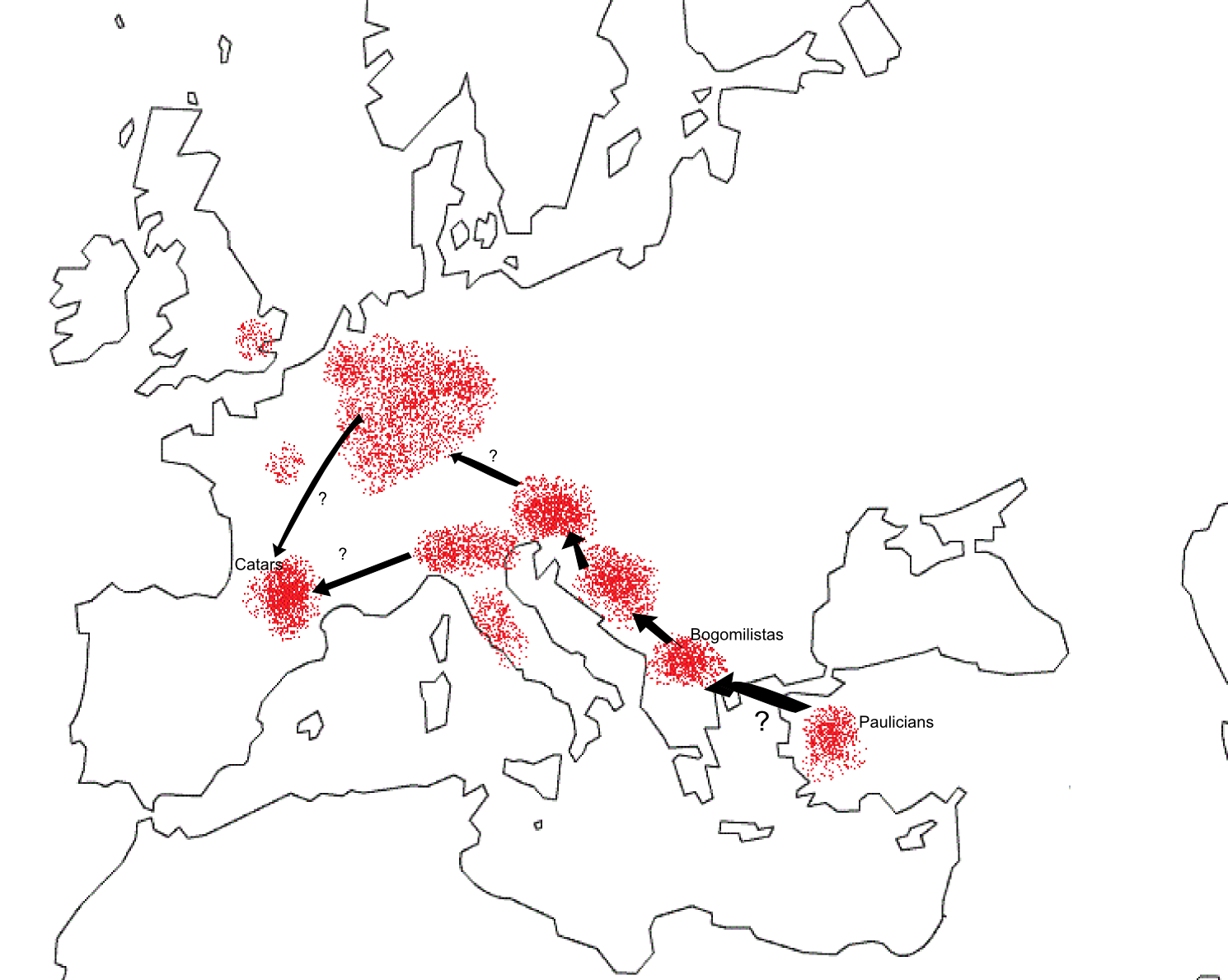
Difusió de les heretgies dualistes a l'Europa del

La solidaritat entre els poders laics i l'Església no va donar-se a Occitània. L'aplicació radical de la reforma eclesiàstica duta a terme, a la fi del segle xi, pel papa Gregori VII, tendint a separar l'Església del domini laic, va fer que a Occitània, al contrari de França, els càrrecs eclesiàstics es nomenessin sense cap mena d'intervenció dels laics; així, no havent-hi contactes entre els poders nobiliaris i els clericals, foren freqüents els conflictes entre les autoritats eclesiàstiques i els grans senyors: el comte Ramon VI de Tolosa (1194-1222) va estar en pugna permanent amb els bisbes de Carpentras, Vaison i Agen, com també amb els abats de Moissac, Montalban i Sant Gil; Ramon Roger Trencavell s'enfrontà repetidament amb l'abat de La Grassa, a les Corberes, igual com el comte de Foix entrà en conflicte amb l'abat de Pàmies; per altra banda, els petits clans aristocràtics –els castellans de la regió de la Muntanya Negra, o del massís de les Corberes, al límit amb Catalunya- disputaren a l'Església el control dels delmes de les parròquies dels seus dominis.
L'Església catòlica no va disposar a Occitània d'una organització eficaç; així, la diòcesi de Tolosa era un territori immens, on hauria calgut l'actuació d'equips actius de clergues, que el bisbe no va poder estructurar a conseqüència de la manca de mitjans, provocada perquè nobles laics havien acaparat els delmes de les parròquies. Per altra banda, l'atractiu, a Occitània, de l'Església càtara entre les dones fou, en gran part, per l'absència de monestirs o convents femenins a les diòcesis de Sant Bertran, Sent Lisièr, Agen, Carcassona o Tolosa; així, quan, en una família nombrosa, es decidia encomanar una filla a una institució religiosa per alimentar-la i l'educar-la, calia recórrer gairebé sempre als càtars, entre els quals les dones podien accedir també a la categoria de clergues.
La disgregació del poder tolosà s'inicià arran de la partida cap a Terra Santa del comte Ramon IV el 1096; el 1177, el comte Ramon V, del tot fidel al catolicisme, escrigué al capítol del Cister, demanant ajuda per combatre l'heretgia als seus dominis, cosa que ell es veia incapaç de fer. Aquesta impotència del comte resulta comprensible: al pas del segle xii al xiii, al comtat de Tolosa, hi existien vescomtats independents -Nimes, Agde, Montpeller o Narbona-, com també escapaven al poder del comte dominis de bisbes i abats; a més, algunes ciutats havien aconseguit constituir-se en règim comunal, ço és, en autogovern municipal al marge de qualsevol altre tipus d'autoritat, com fou el cas de Tolosa, Montalban, Sant Antoní, Gaillac, Muret, Carcassona, Montpeller, Narbona i Nimes, els governs municipals de les quals, per marcar la seva independència respecte dels senyors i de l'Església, protegien tots els seus habitants, encara que poguessin ser heretges.
Per tot això, el catarisme arrelà a Occitània, sobretot a les regions de Tolosa, Carcassona i Albi; a la ruralia, més que a les ciutats: el bisbe càtar de Tolosa, en realitat, residia a La Vaur, i el d'Albí a Lombers; també va haver-hi bisbat càtar a Carcassona. A Besiers, la presència càtara fou minoritària, i a Narbona i Montpeller, els mateixos escriptors catòlics reconeixen que no hi havia heretges. Així, des dels seus principals bastions –les àrees de Lombers i La Vaur, a la regió d'Albí, i el Lauraguès, a prop de Carcassona- el catarisme s'expandí cap a la Garona mitjana i el Pirineu, fins a arribar a Catalunya, on Jordi Ventura hi troba nuclis càtars al Rosselló, a l'àrea nord-occidental des d'Urgell, on el vescomte Arnau de Castellbò fou dualista, fins a Berga i, dins de la Catalunya Nova, a Lleida i al Priorat; tot i així, al concili càtar de Piussa, celebrat el 1226, va nomenar-se Pere de Corona diaca per a Catalunya, sota l'autoritat del bisbe de Tolosa; per tant, malgrat la seva importància, no va haver-hi cap nucli càtar català amb prou volada com per constituir-se en bisbat.
A Occitània, l'arrelament del catarisme durant els segles xii i xiii no va significar-hi pas la conversió massiva de la gent a la fe dualista, sinó la perpetuació d'una situació de coexistència de les dues esglésies cristianes rivals –la catòlica i la càtara-. En aquella època, hi hagué unes quantes persones identificades clarament amb una de les dues opcions religioses, mentre que la majoria de la gent mostrava, sense decantar-se mai en exclusiva per una de les dues esglésies, una actitud eclèctica, cercant només algú que els oferís un exemple de vida cristiana, d'acord amb les seves exigències espirituals, insatisfetes sovint per l'Església catòlica, allunyada dels ideals evangèlics a causa de la seva riquesa i poder, i representada, sovint, per uns sacerdots ignorants, ineptes i dissoluts, incapaços, gairebé sempre, de rebatre els arguments dels predicadors càtars; els quals, a més d'estar dotats d'una bona formació teològica, per la seva pobresa material, donaven exemple de vida evangèlica. Així, a Occitània, segons explica Labal, l'Església càtara va poder funcionar amb total llibertat, i els seus adeptes podien integrar-se, sense cap problema, a la societat, tal com es desprèn de les actes del concili catòlic de Tours (1163), on es condemna els qui acullin heretges a les seves terres o hi tinguin relacions comercials.

### Esforços «pacífics» per combatre l'heretgia

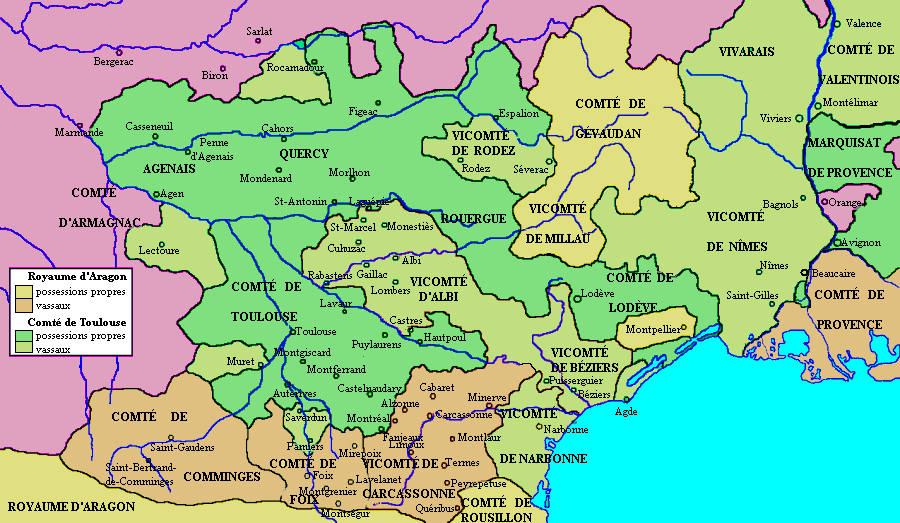
Mapa polític del Llenguadoc a la vigília de la croada.

Aquesta situació de coexistència, en peu d'igualtat, de dues esglésies cristianes a Occitània va esdevenir normal, tot i que es feren esforços per delimitar l'església autèntica de l'herètica. En especial, cal citar la conferència de Lombers de 1165 amb participació de cristians i càtars, després de la qual el bisbe d'Albi decretà que els bons homes eren en realitat herètics. De fet, es creu que aquesta sentència del bisbe d'Albi fou la que originà el nom de croada albigesa.
De la mateixa manera, els poders polítics i eclesiàstics d'altres llocs, en especial la Santa Seu, jutjaren infame i intolerable els càtars, perquè significava que hi havia un país cristià on l'heretgia no era condemnada i perseguida, tal com s'havia fet a França, Renània, Flandes o Catalunya, on, el 1198 a Girona, el rei Pere I el Catòlic havia decretat mesures contra els heretges.
La carta enviada, el 1177, per Ramon V de Tolosa al capítol del Cister, demanant ajuda per combatre els heretges, va dur a la missió en terres occitanes del legat papal Pere de Pavia i de l'abat de Claravall, Enric de Marcy, sense cap resultat tangible. Per això, al Tercer Concili del Laterà (1179), potser a instigació del mateix Enric de Marcy, els pares conciliars començaren a considerar la possibilitat d'una expedició armada contra el país on les autoritats locals no perseguien els heretges. Aquesta idea pot deduir-se també del menyspreu de certs clergues francesos envers Occitània: Enric de Marcy el 1178 feu tots els possibles per evitar que el nomenessin bisbe de Tolosa, i el clergue Esteve de Tournai felicità el seu amic Joan Bellesmans perquè l'havien investit bisbe de Lió, i no de Narbona.

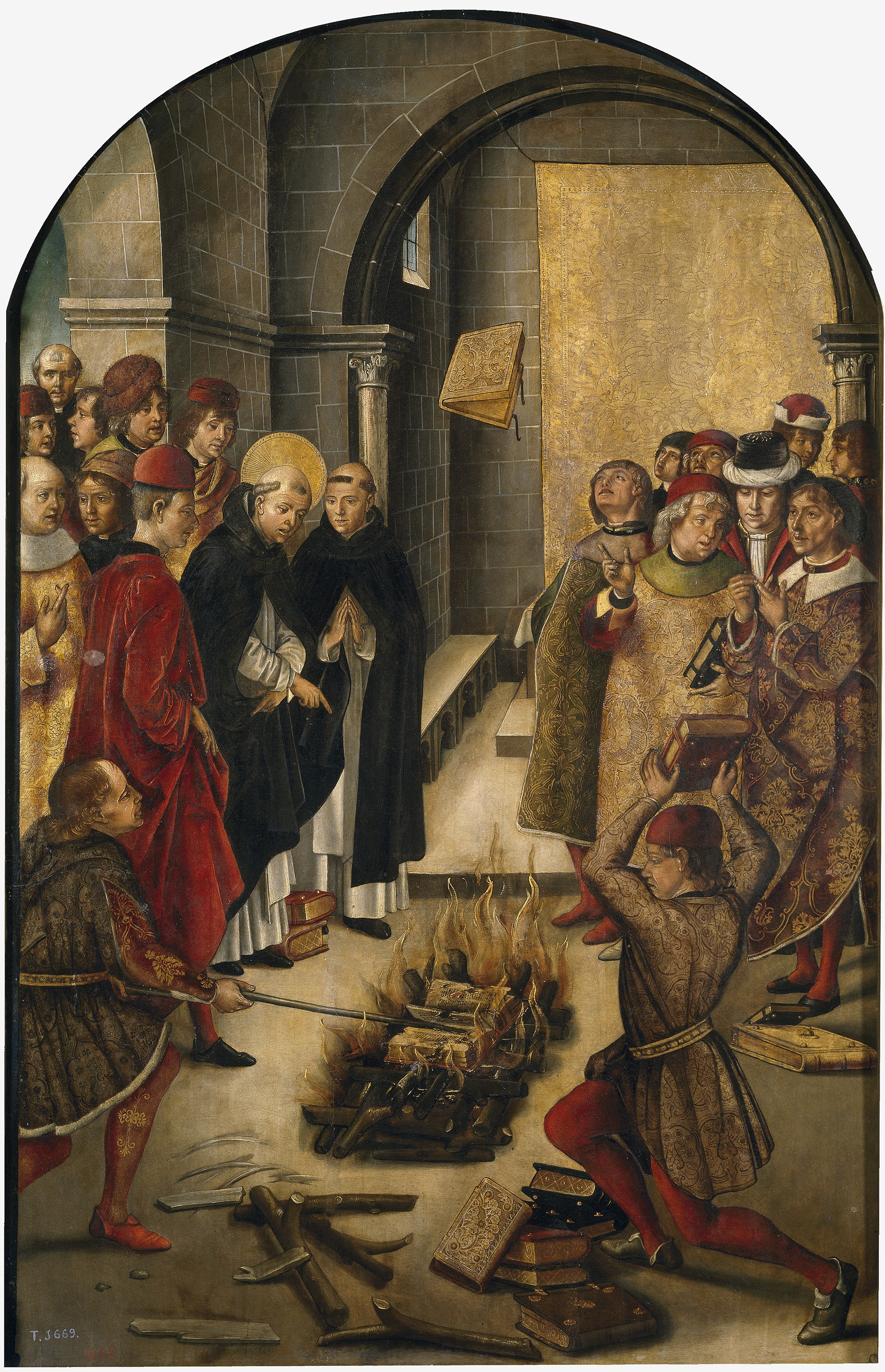
Crema de llibres càtars i catòlics.

Durant la tardor de 1203, el papa Innocenci III, evidenciant la seva desconfiança envers les autoritats locals occitanes laiques o eclesiàstiques, envià al país infestat d'heretgia dos germans cistercencs de l'abadia narbonesa de Fontfreda: Raül de Fontfreda i Pere de Castellnou, com a legats, amb plens poders per excomunicar, pronunciar interdictes i, fins i tot, destituir els prelats locals. Aquests legats cistercencs als quals, el 1204, s'hi afegí Arnau d'Amaurí, abat del Cister i parent dels vescomtes de Narbona, prengueren la mesura de depurar l'alt clero occità; i així, destituïren els bisbes Guillem de Besiers i Raimon de Rabastens, bisbe de Tolosa, simoníac i amb massa relacions amb els medis càtars, i conferiren aquestes seus a l'abat Ermengol de Sant Ponç —la de Besiers—, i a Folquet de Marsella, monjo de Lo Toronet, la de Tolosa. Tot i així, no aconseguiren cap conversió d'heretges, ni tan sols després d'haver participat en el col·loqui entre sacerdots catòlics i predicadors càtars, presidit a Besiers el 1204, pel rei català Pere el Catòlic; a més, els legats tampoc no reeixiren a implicar els prínceps occitans en la repressió de l'heretgia.
A la primavera de 1206, a Montpeller, el legats papals, decebuts pel fracàs de la seva missió, es trobaren dos clergues castellans: Dídac, bisbe d'Osma, i el viceprior d'aquesta seu, Domènec de Guzmán, la idea dels quals fou lluitar contra els càtars no pas mitjançant la reforma de l'Església, tal com pretenien els cistercencs, sinó predicant des de l'exemple de la pobresa. Així, Dídac i Domènec recorregueren les zones on el dualisme hi era més fort, seguint els mètodes d'actuació dels predicadors càtars i valdesos, és a dir, prescindint de luxes i comoditats i vivint pobrament, cercant sempre la polèmica amb dirigents càtars com ara els diaques Ponç Jordà i Arnau Arrufat, o Guilabert de Castres, bisbe de Tolosa.
Els èxits de Dídac i Domènec es limitaren, però, a certes conversions puntuals. Erradicar el catarisme, tal com es proposaven aquests predicadors castellans, era impossible mentre l'Església càtara pogués actuar amb llibertat, difonent la seva doctrina, amb la qual cosa, contrarestava l'evangelització catòlica i impedia, doncs, una conversió massiva dels heretges. Arran d'aquesta constatació, al mateix temps que els cistercencs desenvolupaven la seva missió, el papa Innocenci III va començar a fer gestions per predicar la Croada contra Occitània.

## La croada contra l'heretgia

### El deteriorament de les relacions
La possibilitat, cada cop més real, que Innocenci III decidís resoldre el problema càtar mitjançant una croada va provocar un canvi molt important en la política occitana: l'aliança dels comtes de Tolosa amb el Casal de Barcelona. Així, si Ramon V (1148-1194) i Alfons I el Cast (1162-1196) havien estat sempre rivals, el 1200, es concertà el matrimoni entre Ramon VI de Tolosa (1194-1222) i Elionor d'Aragó, germana de Pere el Catòlic, qui, el 1204, acabaria consolidant les seves posicions al Llenguadoc casant-se amb Maria, l'única hereva de Guilhèm VIII de Montpeller.
Poc després de la primera crida del Sant Pare al rei Felip II August de França per dirigir una croada contra els càtars, desestimada pel monarca francès, urgit més pel conflicte amb el rei anglès Joan Sense Terra, Pere el Catòlic, acabat de casar, acudí a Roma, on Innocenci III el coronà solemnement, així, el rei d'Aragó esdevenia vassall de la Santa Seu, a la qual es comprometia a pagar un tribut. Amb aquest gest, Pere el Catòlic pretenia protegir els seus dominis de l'atac d'una possible croada; per la seva banda, el Sant Pare, recelós de l'actitud del rei català envers els prínceps occitans sospitosos de tolerar l'heretgia –o, fins i tot, de practicar-la-, no va voler conferir mai el comandament de la croada a Pere el Catòlic, sinó, únicament, assegurar-se que no s'hi oposés; segurament per guanyar-se el favor papal, Pere el Catòlic i el seu germà Alfons II de Provença prengueren mesures contra els càtars provençals.

### L'inici de la croada
El 1207, al mateix temps que Innocenci III renovava les crides a la croada contra els heretges, adreçades ara no sols al rei de França, sinó també al duc de Borgonya i als comtes de Nevers, de Bar i de Dreux, entre d'altres, el legat papal Pere de Castelnau va dictar sentència d'excomunió contra Ramon VI de Tolosa, ja que el comte de Tolosa no havia acceptat els estatuts de pau, proposats pel legat, on s'obligava els barons occitans a no admetre jueus a l'administració dels seus dominis, a retornar els béns espoliats a l'Església, i, sobretot, a perseguir els heretges. Arran de l'excomunió, Ramon VI, el gener de 1208, va tenir una entrevista amb Pere de Castelnau a Sant Geli, força tempestuosa i conflictiva, de la qual no va sortir cap acord.

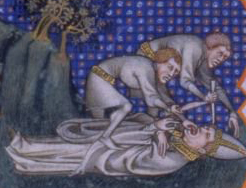
Assassinat de Pere de Castellnou.

En aquesta situació tan tensa, l'assassinat del legat papal el 14 de gener de 1208, dut a terme per un escuder del comte de Tolosa, que, segons sembla ser, no actuà pas per ordre del seu senyor, va fer decidir Innocenci III, malgrat tot, a predicar la croada contra els càtars, encomanant-ne la direcció al rei Felip II August de França, qui, però, declinà de participar-hi, tot i permetre als seus barons d'unir-se a l'expedició.
A la primavera de 1209, arribaren a la rodalia de Lió els exèrcits croats, compostos per barons francesos sota direcció del legat papal Arnau d'Amaurí. El comte Ramon VI, per evitar un atac contra els seus dominis, acudí a Valença, va manifestar-hi la seva obediència als legats papals, acceptant de sotmetre's a una cerimònia de penitència pública, celebrada a Sant Geli, i es feu croat.
L'avenç de les forces croades va provocar una situació de guerra civil a Occitània. Per una banda, arran dels seus contenciosos amb el seu nebot, Ramon Roger Trencavell -vescomte d'Albi, Besiers i Carcassona-, Ramon VI dirigí l'exèrcit croat cap als dominis dels Trencavell, juntament amb altres senyors occitans com ara, el comte de Valentinès, el d'Alvèrnia, el vescomte d'Andusa i els bisbes de Bordeus, Vasats, Caors i Agen; per altra banda, a Tolosa es produí un fort conflicte social entre la companyia blanca, creada pel bisbe Folquet per lluitar contra els usurers i els heretges, i la companyia negra, bastida al burg de Sant Serni; el bisbe va guanyar-se l'adhesió dels sectors populars enfrontats als rics, molts dels quals eren càtars.

### La massacre de Besiers i la caiguda de Carcassona

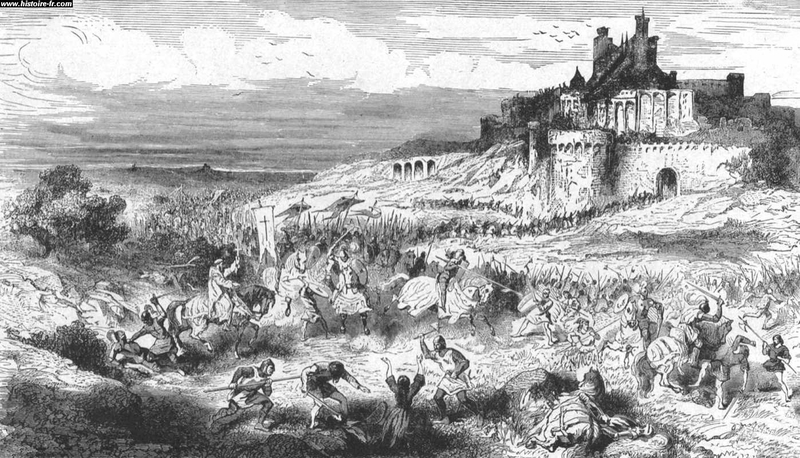
Caiguda de Besiers (1209).

El juliol de 1209, els croats assetjaren Besiers, ciutat abandonada pel vescomte Trencavell, retirat a Carcassona, i pel bisbe, que intentà negociar amb els assetjadors. En aquesta situació, els dirigents ciutadans decidiren resistir, amb la creença que així podrien aconseguir un règim comunal, com el vigent a Tolosa des de 1189. Però els croats prengueren la ciutat el dia 22 de juliol i hi perpetraren una matança general, fins i tot entre els catòlics; quinze anys després, el record d'aquests fets inspirà el cronista cistercenc Cessari d'Heisterbach de posar en boca del legat papal Arnau d'Amaurí, en el moment d'ordenar l'entrada a Besiers, la frase Mateu-los tots, i Déu, després, ja sabrà conèixer els seus.
La massacre de Besiers, que, segons el cronista de l'època Guillem de Tudela, obeïa a un pla preconcebut dels croats, d'exterminar els habitants de les viles fortificades que se'ls resistissin, induí les altres ciutats a rendir-se sense combatre, excepte Carcassona, la qual, assetjada, va haver de rendir-se per falta d'aigua. Llavors, els croats, tal com ho havien negociat amb el rei català Pere el Catòlic, no en massacraren la població, sinó que l'obligaren a abandonar la ciutat. Era el dia 15 d'agost i allí mateix es va nomenar cap de la croada el guerrer francès Simó de Montfort. A Carcassona va morir-hi Ramon Roger Trencavell, els dominis del qual, el legat pontifici va atorgar-los Simó de Montfort, qui, entre 1210 i 1211, va expugnar els bastions càtars de Bram, Minerva, Tèrme, Cabaret i La Vaur, aquest darrer, amb l'ajut de la companyia blanca del bisbe Folquet de Tolosa; i així, es va començar a actuar contra els càtars, condemnant-los a morir a la foguera.

### Occitània cerca una sortida
La massacre de Besiers i l'espoliació dels Trencavell per Simó de Montfort van crear entre els poders occitans un sentiment de rebuig a la croada. Així, el 1209, poc després de la caiguda de Carcassona, Ramon VI i els cònsols de Tolosa van negar-se a lliurar a Arnau d'Amaurí els càtars refugiats a la ciutat, llavors, el legat va pronunciar una nova sentència d'excomunió contra Ramon VI i va llençar un interdicte contra la ciutat de Tolosa.
Per tal de conjurar l'amenaça que la croada anticàtara comportava contra tots els poders occitans, Ramon VI, després d'haver-se entrevistat amb altres monarques cristians –l'emperador romano-germànic Otó IV, els reis Felip II August de França i Pere el Catòlic d'Aragó-, va intentar obtenir d'Innocenci III unes millors condicions de reconciliació. El Sant Pare va accedir a resoldre el problema religiós i polític del catarisme en un concili occità; tanmateix, a les reunions conciliars de Sant Geli (juliol de 1210) i Montpeller (febrer de 1211), el legat Arnau d'Amaurí va impedir la reconciliació imposant al comte de Tolosa unes condicions molt dures, com ara expulsar els cavallers de la ciutat, i haver de partir cap a Terra Santa.
Després del concili de Montpeller, i amb el suport de tots els poders occitans –prínceps, senyors castrals o comunes urbanes- amenaçats per la croada, Ramon VI se'n tornà a Tolosa i va expulsar-ne el bisbe Folquet de Tolosa, que es va incorporar al Setge de La Vaur tot seguit, Simó de Montfort va assetjar Tolosa, però va haver de retirar-se davant de la resistència de la ciutat.
Per poder enfrontar-se a Simó de Montfort, vist a Occitània com un ocupant estranger, els poders llenguadocians necessitaven un aliat poderós i d'ortodòxia catòlica indubtable, per tal d'evitar que Simó pogués respondre demanant la prèdica d'una nova croada. Així doncs, Ramon VI, els cònsols de Tolosa, el comte de Foix i el de Comenge s'adreçaren al rei d'Aragó, Pere el Catòlic, vassall de la Santa Seu per la seva coronació a Roma el 1204 i un dels artífexs de la victòria cristiana contra els musulmans a les Navas de Tolosa, el juliol de 1212. A part, el 1198 Pere el Catòlic havia pres mesures contra els heretges dels seus dominis i, per tant, el seu catolicisme estava fora de dubte. Després de rebre el vassallatge de la noblesa occitana Pere I es va posar al capdavant de les tropes catalanes, aragoneses i occitanes.

### La Batalla de Muret

Interpretació de la batalla de Muret.

En el conflicte polític i religiós occità, Pere el Catòlic, mai favorable ni tolerant envers els càtars, va intervenir-hi per defensar aquells dels seus vassalls amenaçats per la rapinya de Simó de Montfort. El baró francès, tot i haver pactat el matrimoni de la seva filla Amícia amb el fill de Pere el Catòlic, Jaume (el futur Jaume I (1213-1276), continuà atacant els vassalls llenguadocians del rei aragonès. Per la seva banda, Pere el Catòlic cercava mesures de reconciliació, i així, el 1211, va ocupar el castell de Foix amb la promesa de lliurar-lo a Simó de Montfort, només si es demostrava que el comte era hostil a l'Església. De totes maneres ll 1212 Montfort dominava tot el Llenguadoc a excepció de Tolosa.
A principis de 1213, Innocenci III, rebuda la queixa de Pere el Catòlic contra Simó de Montfort per impedir la reconciliació, ordenà a Arnau d'Amaurí, esdevingut arquebisbe de Narbona, negociar amb Pere el Catòlic i iniciar la pacificació del Llenguadoc. Tanmateix, al sínode de Lavaur, al qual hi acudí el rei aragonès, Simó de Montfort va rebutjar la conciliació i es pronuncià per la deposició del comte de Tolosa, malgrat l'actitud de Ramon VI, favorable a acceptar totes les condicions de la Santa Seu; en resposta a Simó, Pere el Catòlic es declarà protector de tots els barons llenguadocians amenaçats i del municipi de Tolosa.
Malgrat tot, potser perquè hi veia l'únic mitjà segur d'erradicar l'heretgia, el papa Innocenci III es posà de banda de Simó de Montfort; i així s'arribà a una situació d'enfrontament armat, resolt a la batalla de Muret, el 12 de setembre de 1213, en què Pere el Catòlic hi fou vençut i mort.

### La guerra segueix

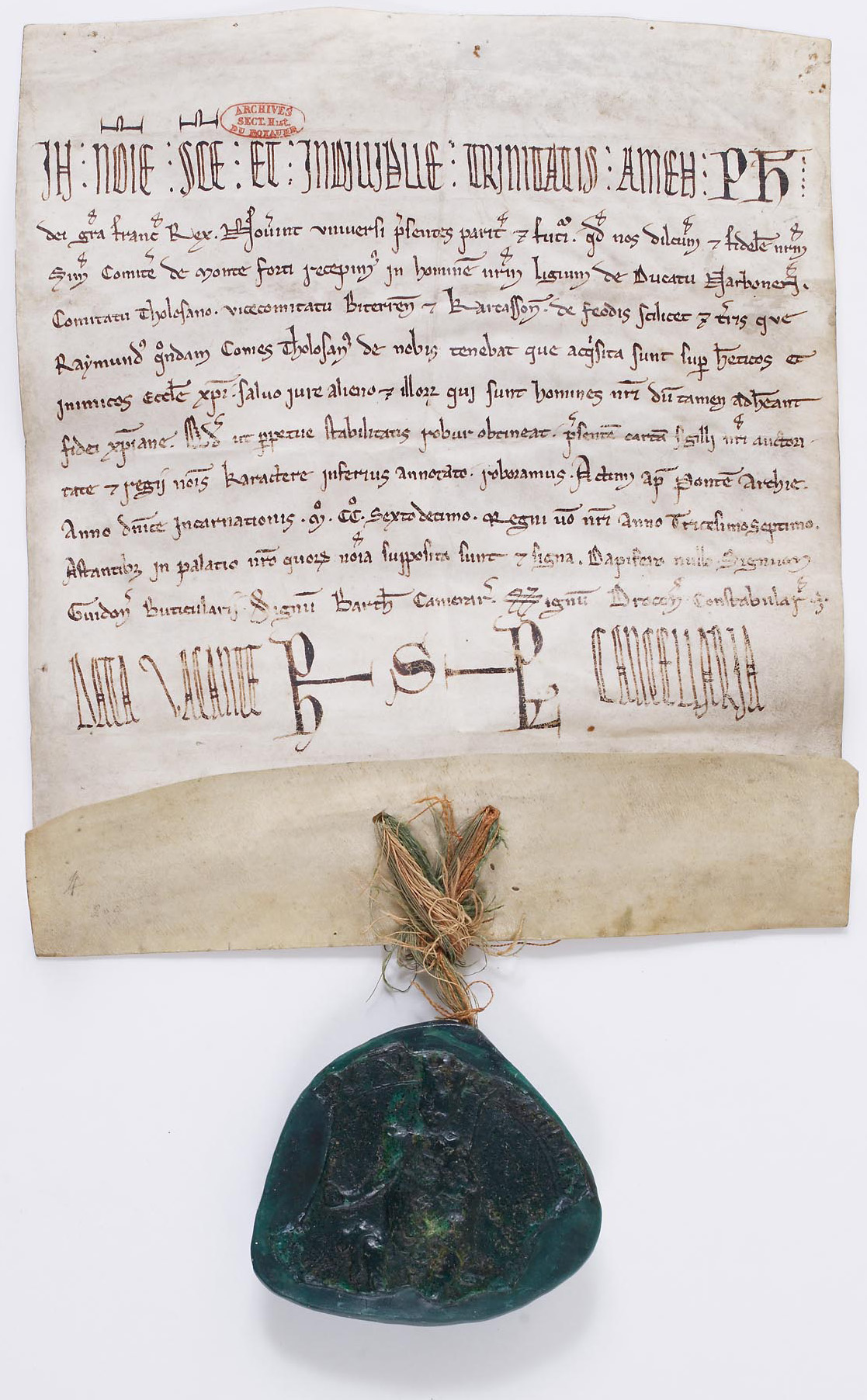
Homenatge de Simó de Montfort al rei de França pels seus dominis conquerits al llenguadoc (1216).

Simó de Montfort va entrar a Tolosa, acompanyat del nou legat papal Pere de Benevent, i de l'infant Lluís, fill de Felip II August de França, fet que es va interpretar com un canvi d'intencions de la monarquia franca que ara decidia implicar-se en la croada. El novembre de 1215 tingué lloc el quart Concili del Laterà, on es va reconèixer Simó de Montfort com a comte de Tolosa, i on ell mateix va justificar les massacres de la població local. Ramon VI de Tolosa, exiliat a Catalunya després de Muret, fou lògicament desposseït de tots els seus béns i títols.
El 1216, a la cort de París, Simó de Montfort va retre homenatge al rei Felip II August de França com a duc de Narbona, comte de Tolosa i vescomte de Besiers i Carcassona. Fou, tanmateix, un domini efímer: Aquell mateix any esclatà al Llenguadoc una revolta dirigida pel fill del comte occità: Ramon el Jove –el futur Ramon VII de Tolosa-, que va guanyar el setge de Beaucaire, la primera victòria occitana. Entre maig i setembre de 1217, Simó de Montfort va recuperar terreny però va esmerçar importants recursos militars i econòmics que el van afeblir, i a la fi de l'any 1217, després de guanyar la batalla de Salvetat amb un exèrcit català i occità format al Pallars, Tolosa va obrir-li les portes a Ramon VI de Tolosa el 13 de setembre, i els croats ràpidament la posaren en setge i la van recuperar després de vuit mesos, el juny de 1218, i durant el qual va morir el mateix Montfort. Tolosa va retornar al domini de Ramon VI. Durant aquell temps, però, el nou papa de Roma Honori III havia convençut els francesos del nord d'implicar-se més en la croada i el rei va manar al seu fill Lluís de fer una incursió a Marmanda i posar setge a la ciutat de Tolosa el 1219, però Lluís acabà retornant a casa seva.
La situació es va estabilitzar fins al punt que el 1223 tolosans i croats van signar una treva, i l'any següent tots els barons tradicionals del Llenguadoc governaven com abans.

## El tractat de Meaux: Integració d'Occitània a França i fi de l'heretgia

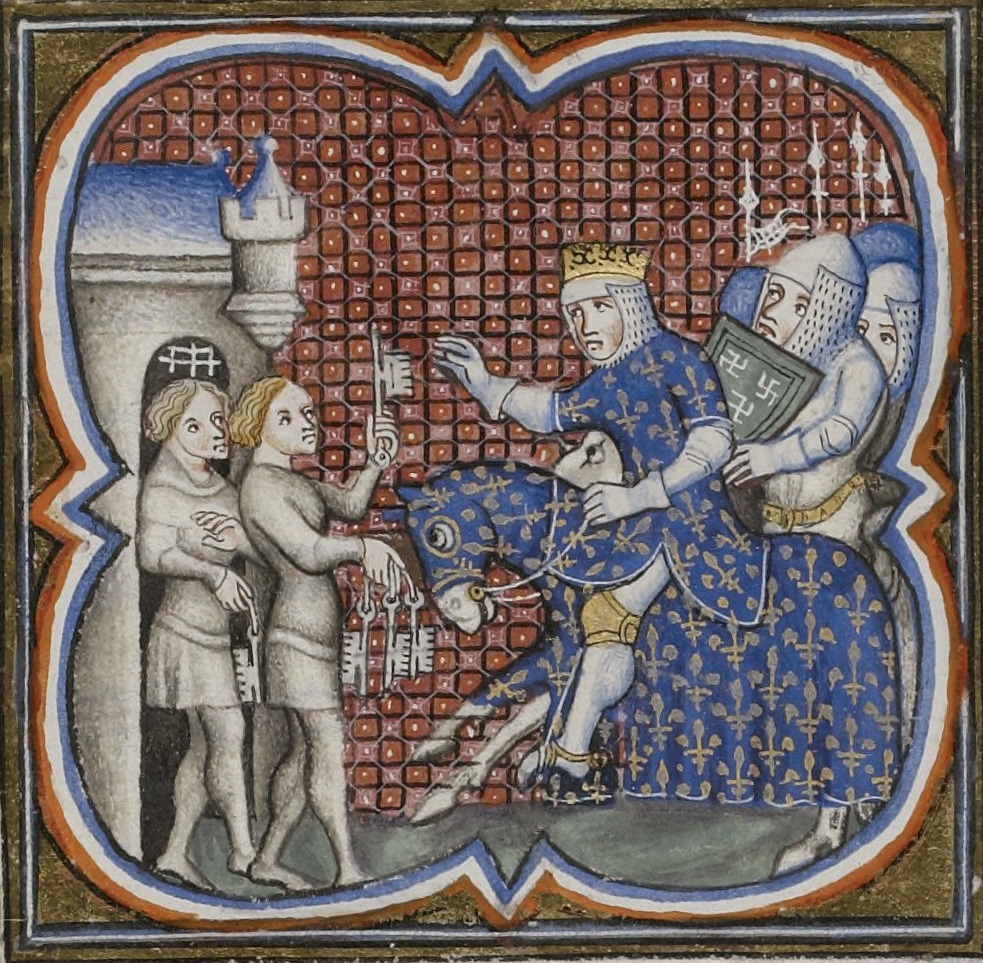
Conquesta d'Avinhon el 1226.

Ara bé el 1226 Lluís VIII, ja rei dels francs, i Honori III van iniciar de nou les hostilitats. Després del Concili de Bourges, el pontífex va dictar sentència d'excomunió contra Ramon VII de Tolosa; i el rei Lluís va dirigir una nova croada, més interessat que mai després que el fill de Simó de Montfort, Amalric, li hagués cedit els drets dels seus dominis occitans. Ramon VII va poder resistir la croada, mentre que Lluís VIII va morir a Montpensier aquell mateix any 1226 de tornada a París.
Després d'aquesta ofensiva la situació es va estancar. Percebent que la represa de la Casa de Tolosa era la causa del reviscolament del catarisme, palpable durant els anys vint del segle xiii, al concili de Montpeller (1224) els bisbes occitans es van manifestar contraris al reconeixement de Ramon VII com a legítim comte de Tolosa per part de la Santa Seu. A més a més, el nou papa Gregori IX havia prohibit als comerciants de Tolosa d'acudir a les fires de Xampanya. Per tot això, el 1229 Ramon VII hagué d'acceptar el Tractat de Meaux (precisament a la Xampanya) on a canvi de la pau havia de fer casar la seva única filla i hereva, Júlia, amb Alfons de Poitiers, germà de Lluís IX de França, establint que si Alfons moria sense descendents, Tolosa s'integraria al domini reial francès.
Ramon VII va intentar contraure nous matrimonis per tal de tenir un descendent i evitar l'aplicació de la pau de Meaux, com feu, el 1239, negociant el seu casament amb Sança, filla de Ramon Berenguer V de Provença, enllaç que no va poder dur-se a terme per l'oposició de la Santa Seu. Així, no havent reeixit cap dels seus projectes matrimonials, quan va morir Ramon VII, el 1249, el comtat de Tolosa fou governat per Alfons de Poitiers, i, a la seva mort sense descendència, el territori tolosà va integrar-se als dominis del rei Felip III de França.

## Persecució dels càtars després de la croada
El Tractat de Meaux fou seguit per un concili de bisbes catòlics a la capital tolosana. A partir de llavors començaren els grans processos contra els càtars que s'apressaven i que eren sentenciats a morir cremats en grans fogueres. El papa Gregori IX va iniciar el 1233 la institució que portada pels dominics acabaria esdevenint la Inquisició. Molts càtars es van acabar exiliant a Catalunya i a la Llombardia.
En els afers occitans els reis de França sempre van comptar amb el suport papal, ja que ells eren els garants de l'extirpació de l'heretgia.

### L'última resistència
El 1242 Ramon VII de Tolosa va intentar revoltar-se de nou, però fou definitivament vençut. Els últims càtars mobilitzats es van refugiar al castell de Montsegur, el qual fou assetjat el 1243 i va resistir fins a la rendició el març de 1244: 200 perfectes i un nombre indeterminat de càtars foren morts a la foguera. No obstant la persecució de molts adeptes de la fe dualista, aquesta no pogué considerar-se erradicada fins que el 1321 es va capturar Guillem de Belibasta, el darrer perfecte conegut.